# Franco Tosoni Pittoni
Franco Ribelle Tosoni Pittoni (Trieste, 2 dicembre 1904 – Oceano Atlantico, 5 luglio 1941) è stato un militare italiano.
Prestò servizio con la Regia Marina durante la seconda guerra mondiale nel corso della quale fu il primo sommergibilista italiano a riportare una vittoria con l'affondamento dell'incrociatore britannico Calypso.

## Biografia
Nacque a Trieste il 2 dicembre 1904, figlio di Francesco, ingegnere impiegato all'ufficio tecnico comunale di Trieste, originario di Cormons e deceduto a soli 41 anni, nel 1917, nell'ospedale di Feldhof, presso Merano, e di Angela Marcolin Bosco (1880-1940), sarta e ricamatrice, terzo di quattro figli, Anita (1901-82, famosa stilista), Bruno (1902-60, ingegnere), Franco Ribelle (1904-41) e Silvio Gracco (1908-10).
Arruolato nella Regia marina per il servizio militare di leva nel 1924, frequentò il corso per ufficiali di complemento presso la Regia Accademia Navale di Livorno conseguendo la nomina a guardiamarina l'anno successivo. Prestò servizio su varie unità , tra cui i sommergibili Corallo e Lazzaro Mocenigo, il cacciatorpediniere Monfalcone e la nave da battaglia Giulio Cesare. Nel 1930 fu trasferito in servizio permanente effettivo, assegnato alla Scuole C.R.E.M. di Pola passando successivamente sul sommergibile Fisalia.
Nel 1933, promosso tenente di vascello, prese parte alle operazioni si supporto alla Crociera aerea del Decennale  imbarcato come comandante in seconda sulla vedetta Giuseppe Biglieri, al comando del capitano di corvetta Umberto Rouselle che assieme alla Pellegrino Matteucci scortò il convoglio.
In seguito ebbe imbarchi sull'esploratore Quarto (Ufficiale E dal 4 agosto 1934), sul sommergibile Fisalia (quale ufficiale in seconda nel 1935), sull'incrociatore pesante Bolzano nel 1936-1938. Frequentata la Scuola navale di comando nel 1938, fu poi al comando del nuovo sommergibile Tembien dal 7 aprile 1939 e della nuova torpediniera Pallade nel 1939-1940.
Per la grande considerazione allo stato maggiore, il 25 aprile 1940 ottenne il comando di un'altra nuovissima costruzione: il sommergibile Alpino Bagnolini, dedicato ad un militare piemontese decorato, caduto della guerra di Etiopia nella battaglia dell'Ascianghi il 31 marzo 1936.

### L'affondamento del Calypso
Il 6 giugno 1940, prima dell'inizio delle ostilità, al comando del'Alpino Bagnolini, lasciò il porto di Taranto insieme al sommergibile Capitano Tarantini per raggiungere la zona operativa assegnata. All'inizio delle ostilità, ricevuto il segnale convenzionale da Maricosom, si dispose in attesa. Nella notte tra l'11 e il 12 giugno le vedette avvistarono l'incrociatore leggero britannico Calypso (4.180 t) che insieme al gemello Caledon stava procedendo fra Creta e l'isolotto di Gaudo in missione esplorativa di avanguardia.
D'istinto decise di attaccare con il sommergibile in superficie, senza sapere che si trattava della tattica approntata da Karl Doenitz per gli U-Boot tedeschi. Trovatosi una buona posizione d'attacco, il sommergibile lanciò un primo siluro ma non fece in tempo ad ordinare il secondo lancio che la deflagrazione del primo siluro squarciò la nave inglese. Ordinò immediatamente l'immersione per sfuggire al secondo incrociatore che avrebbe presto incominciato la caccia al sommergibile insieme ai cacciatorpediniere di scorta. Per confondere l'avversario manovrò modificando continuamente la velocità e la profondità.
La nave colpita affondò con 39 uomini (tra cui un ufficiale), mentre il Bagnolini uscì indenne dal bombardamento con cariche di profondità condotto dalla scorta dell'incrociatore. Dopo l'affondamento il comandante Tosoni Pittoni inviò comunicazione al comando:
(Franco Tosoni Pittoni telegrafando al comando sommergibili)
Dopo l'attacco egli fu promosso sul campo capitano di corvetta e insignito della prima medaglia d'argento al valor militare. L'affondamento dell'incrociatore britannico fu citato sul bollettino di guerra nº 1 insieme all'affondamento, avvenuto il giorno successivo, della petroliera norvegese Orkanger da parte del sommergibile Naiade:
(1° Bollettino di guerra italiano.)

## Betasom
Dopo una seconda missione, il 13 settembre 1940 il Bagnolini attraversò lo stretto di Gibilterra per trasferirsi a Bordeaux alla base atlantica di BETASOM e il 18 settembre affondò il mercantile spagnolo Cabo Tortosa che pur essendo neutrale era stato indicato erroneamente dai servizi segreti come al servizio degli Alleati. Inizialmente intenzionato a verificare la merce trasportata fu l'arrivo all'orizzonte di unità navali che lo fecero decidere per l'affondamento. All'equipaggio fu lasciato il tempo di mettersi in salvo.
L'8 dicembre 1940 partì per una nuova missione a ovest dell'Irlanda e undici giorni più tardi colò a picco il piroscafo britannico Amicus (3.660 tsl). In questa occasione il Bagnolini venne sottoposto a una lunga caccia da parte delle unità di scorta britanniche, e danneggiato dalle bombe di profondità il sommergibile dovette emergere e impegnare combattimento in superficie, riuscendo a disimpegnarsi e rientrare alla base. Per questo fatto fu insignito della seconda medaglia d'argento al valor militare e della Croce di Ferro tedesca di seconda classe.
Il 15 aprile 1941 fu assegnato al comando del sommergibile Michele Bianchi, anch'esso operante in Atlantico; morì nel suo affondamento avvenuto il 5 luglio 1941, alla foce della Gironda, da parte del sommergibile britannico Tigris. Non vi furono superstiti.

## Affondamenti avvenuti sotto il comando di Franco Tosoni Pittoni
| Sommergibile     | Data              | Nave affondata | Nazionalità | Tonnellaggio | Note |
| ---------------- | ----------------- | -------------- | ----------- | ------------ | ---- |
| Alpino Bagnolini | 12 giugno 1940    | HMS Calypso    | Regno Unito | 4180 tsl     |      |
| Alpino Bagnolini | 18 settembre 1940 | Cabo Tortosa   | Spagna      | 3302 tsl     |      |
| Alpino Bagnolini | 19 dicembre 1940  | Amicus         | Regno Unito | 3660 tsl     |      |

### Annotazioni
1. ↑  Che come è noto ebbe il supporto di due battelli sommergibili, il (Balilla e il Domenico Millelire).
2. ↑  Che durante la seconda guerra mondiale comanderà l'incrociatore pesante Trieste col grado di capitano di vascello.

### Fonti
1. 1 2 3 4 5 6 7 8 9 10 11 12 13  Alberini, Prosperini 2016, p. 522.
2. 1 2  Giulio Raiola, Un bersaglio alla luce del sole, su Historia n. 386, aprile 1990, pag 62
3. 1 2  Giorgerini 2002, p. 238.
4. ↑  Candia 2011, p. 48.
5. 1 2  Giorgerini 2002, pp. 238-239.
6. ↑  Candia 2011, pp. 48-48.
7. ↑  Candia 2011, p. 50.
8. ↑  Candia 2011, p. 49.
9. ↑  Giorgerini 2002, p. 442.
10. ↑  (EN) Regia Marina Italiana – The Italian Navy In World War II, su regiamarina.net. URL consultato il 13 dicembre 2024.
11. ↑  (EN) Regia Marina Italiana – The Italian Navy In World War II, su regiamarina.net. URL consultato il 13 dicembre 2024.
12. 1 2 3 4  http://decoratialvalormilitare.istitutonastroazzurro.org/#